# ジェローム・ジェームズ
ジェローム・キース・ジェームズ（Jerome Keith James 1975年11月17日 - ）はアメリカ合衆国・フロリダ州タンパ出身の元バスケットボール選手。ポジションはセンター。身長216cm、体重127kg。

## 経歴
フロリダA&M大学に3年間在籍した後、1998年のNBAドラフト2巡目全体36位でサクラメント・キングスに指名を受けNBA入り。キングスでは、ほとんど出場機会を得ることができず、3年目となる2000-01シーズン前に解雇された。ロッカーを整理する際、黒いゴミ袋を渡されたジェームズは、自分がゴミと同じ扱いを受けたと感じた。その後、ユーゴスラビア、フランス、イタリアといったヨーロッパのチームを渡り歩いた。
2001年9月にシアトル・スーパーソニックスと契約しNBAに復帰したジェームズは、出場54試合中40試合で先発し平均5.3得点、4.1リバウンド、1.5ブロックを挙げた。ソニックスには4シーズン在籍し、コンディションの問題もありレギュラーシーズンの成績は低調に終わったが、2005年のプレーオフ1回戦では古巣のサクラメント・キングス相手に平均17.2得点、9.4リバウンド、2.2ブロックを挙げるなど大活躍。キングスを下した試合の終了後には、黒いゴミ袋を身にまとい走り回った。オフにフリーエージェントとなったジェームズは、2005年8月、ニューヨーク・ニックスと長期契約を結んだ。ニックスではセンターのエディ・カリーの控えとして出場するも、ニューヨークのチームでプレーすることに対する重圧に苦しみ、カリーと共にMSGのファンからブーイングを浴びせられる始末となった。2007-2008シーズンは2試合の出場に止まった上にアキレス腱断裂の重傷を負った。翌シーズンの2009年2月にシカゴ・ブルズに放出され、ブルズては不出場に終わり、2009-2010シーズン終盤に解雇された。
その後はプエルトリコでプレーした。

## その他
- 1998年秋にハーレム・グローブトロッターズの一員として、ヨーロッパ9ヶ国を回った。11フィート4インチ(345cm)の高さのリングにダンクした事がある。
- 2006年に起きた、ニックスとデンバー・ナゲッツの乱闘事件の際ベンチを離れ、1試合の出場停止になった。

## 個人成績

### レギュラーシーズン
| シーズン  | チーム    | GP  | GS  | MPG  | FG%   | 3P%  | FT%   | RPG | APG | SPG | BPG | TO  | PPG |
| --------- | --------- | --- | --- | ---- | ----- | ---- | ----- | --- | --- | --- | --- | --- | --- |
| 1998–99   | SAC       | 16  | 0   | 2.6  | .375  | ---  | .500  | 1.1 | .1  | .1  | .4  | .6  | 1.5 |
| 2001–02   | SEA       | 56  | 40  | 16.9 | .491  | ---  | .500  | 4.1 | .4  | .4  | 1.5 | 1.3 | 5.3 |
| 2002–03   | SEA       | 51  | 16  | 15.0 | .478  | ---  | .587  | 4.2 | .5  | .2  | 1.6 | 1.5 | 5.4 |
| 2003–04   | SEA       | 65  | 24  | 15.2 | .498  | ---  | .660  | 3.5 | .5  | .3  | .9  | 1.3 | 5.0 |
| 2004–05   | SEA       | 80  | 80  | 16.6 | .509  | .000 | .723  | 3.0 | .2  | .3  | 1.4 | 1.1 | 4.9 |
| 2005–06   | NYK       | 45  | 9   | 9.0  | .463  | ---  | .625  | 2.0 | .3  | .1  | .5  | 1.1 | 3.0 |
| 2006–07   | NYK       | 41  | 11  | 6.7  | .418  | ---  | .556  | 1.6 | .1  | .1  | .4  | .6  | 1.9 |
| 2007–08   | NYK       | 2   | 0   | 2.5  | 1.000 | ---  | 1.000 | 1.5 | .0  | .0  | .0  | .0  | 2.0 |
| 2008–09   | NYK       | 2   | 0   | 5.0  | .375  | ---  | ---   | 1.5 | .0  | .5  | .5  | .5  | 3.0 |
| 通算：9年 | 通算：9年 | 358 | 180 | 13.3 | .485  | .000 | .617  | 3.1 | .3  | .3  | 1.1 | 1.1 | 4.3 |

- 1998-99シーズンは50試合で打ち切り

### プレーオフ
| シーズン  | チーム    | GP | GS | MPG  | FG%  | 3P% | FT%  | RPG | APG | SPG | BPG | TO  | PPG  |
| --------- | --------- | -- | -- | ---- | ---- | --- | ---- | --- | --- | --- | --- | --- | ---- |
| 1999      | SAC       | 1  | 0  | 4.0  | .500 | --- | .750 | 2.0 | .0  | .0  | .0  | 1.0 | 5.0  |
| 2002      | SEA       | 5  | 1  | 14.0 | .391 | --- | .000 | 2.4 | .8  | .0  | 1.0 | .8  | 3.6  |
| 2005      | SEA       | 11 | 11 | 26.8 | .514 | --- | .767 | 6.8 | .5  | .5  | 1.8 | 1.3 | 12.5 |
| 出場：3回 | 出場：3回 | 17 | 12 | 21.7 | .493 | --- | .722 | 5.2 | .5  | .4  | 1.5 | 1.1 | 9.4  |